# أرنولد براون
أرنولد براون هو سياسي كندي، ولد في 27 أبريل 1927، وتوفي في 5 مارس 1994. عمل كرجل أعمال ومزارع قبل دخوله معترك الحياة السياسية.